# Richard Olivier de Longueil
Richard Olivier de Longueil, conocido como el cardenal de Coutances (Normandía, 18 de diciembre de 1406-Sutri, 19 de agosto de 1470), fue un cardenal francés del siglo XV.

## Biografía

### Familia
Nacido en el seno de una familia de la nobleza de Normandía, Richard Olivier de Longueil fue hijo de Guillaume III de Longueil, señor de Eu, y de su segunda esposa Catherine de Bourquenobles; su padre y su hermano mayor murieron en la batalla de Azincourt de 1415.

### Arcediano de Rouen

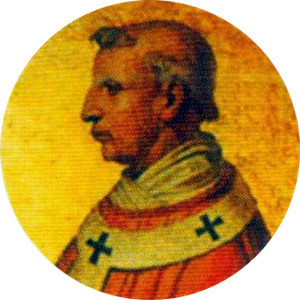
Nicolás V.

Doctorado en leyes, era protonotario apostólico, presidente de la Cámara de Comptos, chantre de Lisieux, canónigo y después archidiácono de la catedral de Rouen cuando tras la muerte del arzobispo de Rouen Raoul Rousell en 1452, una parte del cabildo le eligió como su sucesor, mientras otra parte señaló para tal cargo al tesorero Philippe de la Rose; el pleito entre ambos se resolvió cuando el papa Nicolás V nombró a Guillaume d'Estouteville.

### Obispo de Coutances

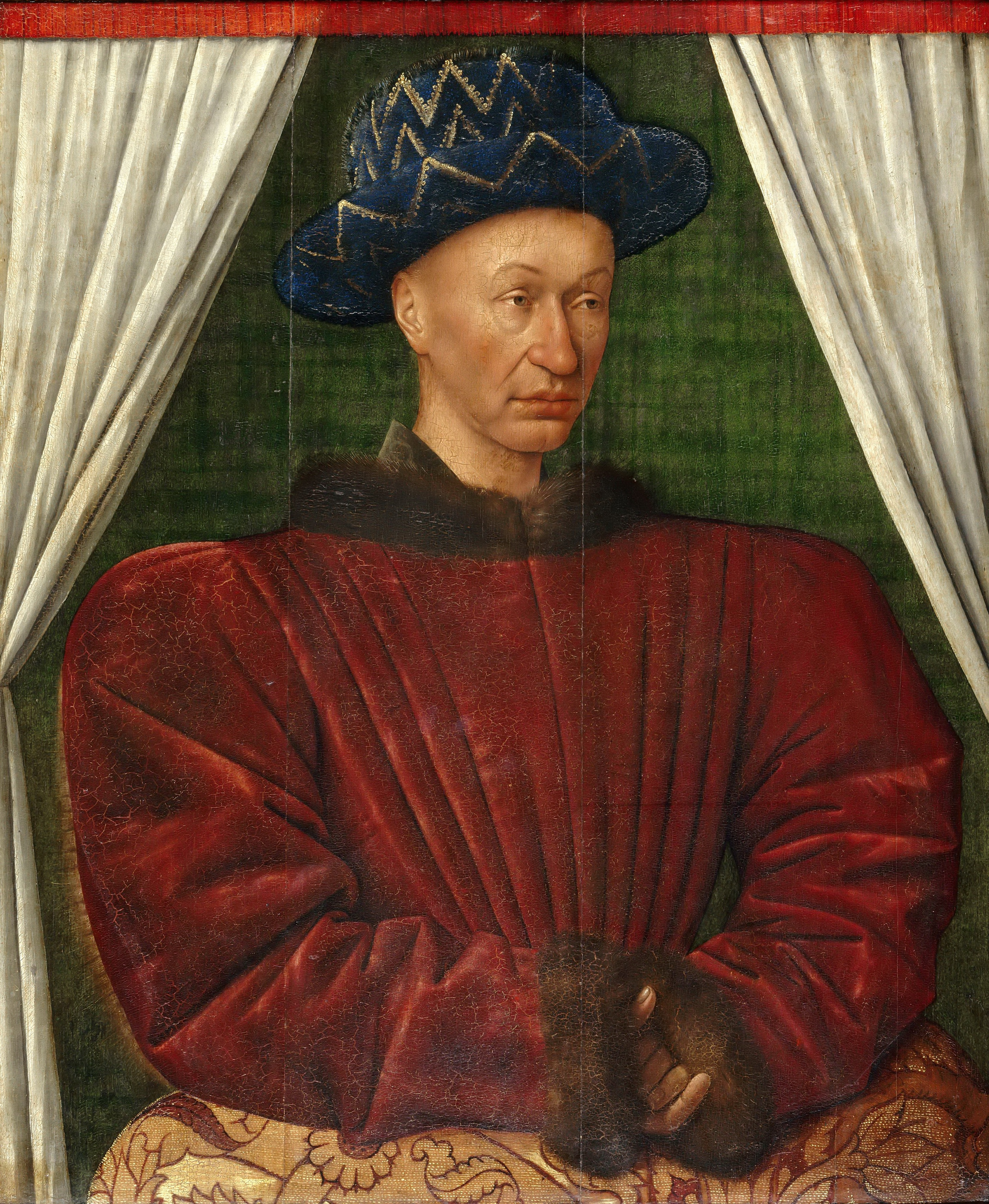
Carlos VII.

Eran los tiempos finales de la Guerra de los Cien Años: los franceses habían reconquistado Normandía a los ingleses en 1449; el obispo de Coutances Giovanni Castiglione, mal avenido con los vencedores, solicitó su traslado, y en 1453 Olivier fue nombrado obispo en su lugar.

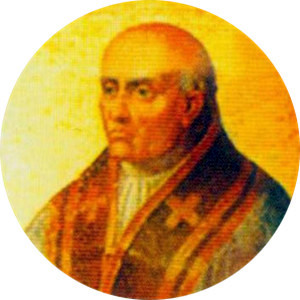
Calixto III.

Durante este periodo celebró sínodo en 1454, formó parte junto al arzobispo de Reims Jean Juvénal des Ursins, al obispo de París Guillaume Chartier y el inquisidor Jean Bréhal de la comisión encargada por Calixto III para revisar el proceso de 1442 de Pierre Cauchon contra Juana de Arco, fue nombrado presidente del consejo real de Carlos VII, ofició como su embajador ante el delfín Luis XI, que enemistado con el rey se había refugiado en Borgoña con el duque Felipe III, e intervino en el juicio seguido contra el duque de Alençon Jean II.  Durante el Parlamento de 1458 tuvo una vehemente intervención para derogar la Pragmática Sanción de Bourges, lo que le valió una multa de 10.000 libras.
Presentado por el rey de Francia, el papa Calixto III le creó cardenal durante el consistorio del 17 de diciembre de 1456.

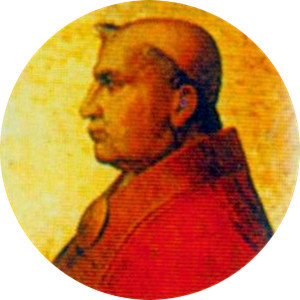
Pío II.

### Cardenal en Roma

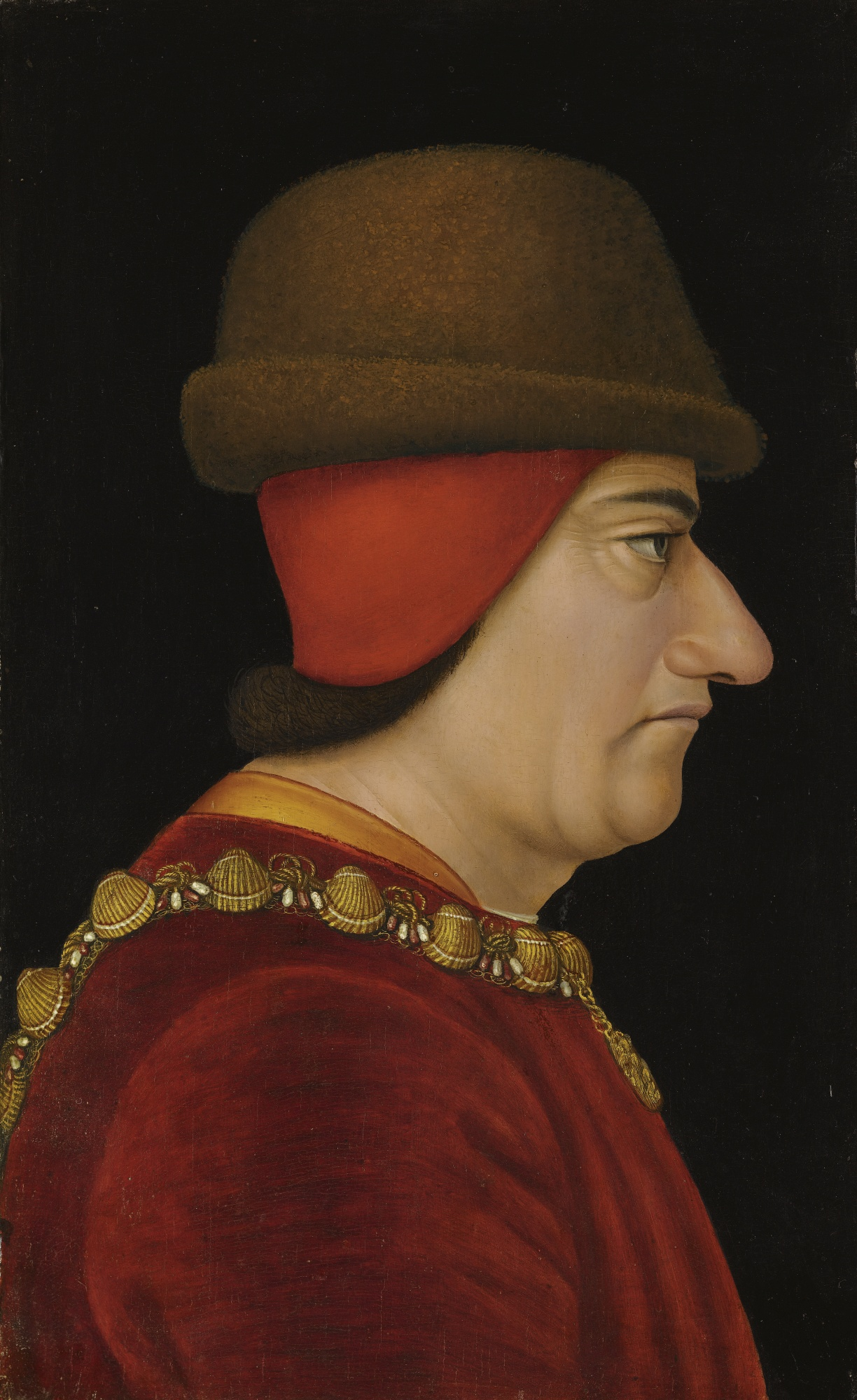
Luis XI.

Su influencia en la corte francesa decayó cuando en 1461 murió el rey Carlos VII y su hijo Luis XI reformó las instituciones y destituyó de sus cargos a los antiguos consejeros de su padre.  El año siguiente Olivier fue enviado a Roma (o más bien, alejado de París) en una embajada que tenía como misión informar al papa Pío II de la revocación de la Pragmática Sanción y solicitar su ayuda en la guerra que por el trono del Reino de Nápoles mantenían Jean d'Anjou y Ferrante I.
Establecido en Roma, donde Pío II le tuvo en gran aprecio, Olivier recibió el título de San Eusebio y fue nombrado arcipreste de la Basílica de San Pedro.  Fue durante su arciprestazgo cuando ordenó fundir la antigua estatua de bronce de Júpiter Capitolino para construir la de San Pedro, aunque algunos autores califican esta historia de incierta.

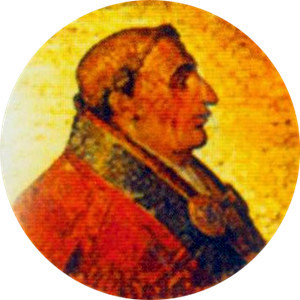
Paulo II.

Participó en el cónclave de 1464 en el que fue elegido papa Paulo II, que le nombró legado apostólico en Perugia y abad comendatario de las abadías de Saint-Pierre-sur-Dives, 
Saint-Gildas-de-Rhuys, la Trinidad de Vendôme, Santa-Corneille y Notre-Dame de Ambronay.
Elevado al orden de cardenal obispo con título de Porto-Santa Rufina en 1470, murió dos días después a los sesenta y cuatro años de edad durante su legación. Su cuerpo fue llevado a Roma y sepultado en la capilla de SS. Processo y Martiniano de la antigua basílica de San Pedro, desde donde en 1540 fue trasladado a las Grutas Vaticanas.